# CHST12
CHST12 (англ. Carbohydrate sulfotransferase 12) – білок, який кодується однойменним геном, розташованим у людей на короткому плечі 7-ї хромосоми. Довжина поліпептидного ланцюга білка становить 414 амінокислот, а молекулярна маса — 48 414.
| 10         |  | 20         |  | 30         |  | 40         |  | 50         |
| ---------- |  | ---------- |  | ---------- |  | ---------- |  | ---------- |
| MTKARLFRLW |  | LVLGSVFMIL |  | LIIVYWDSAG |  | AAHFYLHTSF |  | SRPHTGPPLP |
| TPGPDRDREL |  | TADSDVDEFL |  | DKFLSAGVKQ |  | SDLPRKETEQ |  | PPAPGSMEES |
| VRGYDWSPRD |  | ARRSPDQGRQ |  | QAERRSVLRG |  | FCANSSLAFP |  | TKERAFDDIP |
| NSELSHLIVD |  | DRHGAIYCYV |  | PKVACTNWKR |  | VMIVLSGSLL |  | HRGAPYRDPL |
| RIPREHVHNA |  | SAHLTFNKFW |  | RRYGKLSRHL |  | MKVKLKKYTK |  | FLFVRDPFVR |
| LISAFRSKFE |  | LENEEFYRKF |  | AVPMLRLYAN |  | HTSLPASARE |  | AFRAGLKVSF |
| ANFIQYLLDP |  | HTEKLAPFNE |  | HWRQVYRLCH |  | PCQIDYDFVG |  | KLETLDEDAA |
| QLLQLLQVDR |  | QLRFPPSYRN |  | RTASSWEEDW |  | FAKIPLAWRQ |  | QLYKLYEADF |
| VLFGYPKPEN |  | LLRD       |  |            |  |            |  |            |

A: Аланін

C: Цистеїн

D: Аспарагінова кислота

E: Глутамінова кислота

F: Фенілаланін

G: Гліцин

H: Гістидин

I: Ізолейцин

K: Лізин

L: Лейцин

M: Метіонін

N: Аспарагін

P: Пролін

Q: Глутамін

R: Аргінін

S: Серин

T: Треонін

V: Валін

W: Триптофан

Кодований геном білок за функцією належить до трансфераз. 
Задіяний у такому біологічному процесі, як вуглеводний обмін. 
Локалізований у мембрані, апараті гольджі.